# Grand Prix de Wallonie 1985
Il Grand Prix de Wallonie 1985, ventiseiesima edizione della corsa, si svolse il 21 settembre 1985 su un percorso con partenza da Sombreffe e arrivo a Namur. Fu vinto dal francese Marc Madiot della Renault-Elf davanti all'olandese Joop Zoetemelk e al belga Claude Criquielion.

## Ordine d'arrivo (Top 10)
| Pos. | Corridore          | Squadra                        | Tempo |
| ---- | ------------------ | ------------------------------ | ----- |
| 1    | Marc Madiot        | Renault-Elf                    |       |
| 2    | Joop Zoetemelk     | Kwantum Hallen-Decosol-Yoko    |       |
| 3    | Claude Criquielion | Hitachi-Splendor-Sunair        |       |
| 4    | Robert Millar      | Peugeot-Shell-Michelin         |       |
| 5    | Michel Dernies     | Lotto-Eddy Merckx              |       |
| 6    | Jan Wijnants       | Tonissteiner-TW Rock-Basf-Humo |       |
| 7    | Guido Van Calster  | Ariostea-Oece                  |       |
| 8    | Ludo Peeters       | Kwantum Hallen-Decosol-Yoko    |       |
| 9    | Theo de Rooy       | Panasonic                      |       |
| 10   | Pascal Robert      | Renault-Elf                    |       |